# ماجراهای خانه قدیمی
ماجراهای خانه قدیمی یک مجموعه تلویزیونی محصول سال ۱۳۷۷ به کارگردانی اسماعیل میهن‌دوست، نویسندگی و تهیه‌کنندگی می‌باشد که از گروه خانواده و جوان شبکه یک پخش شد.

## بازیگران
- حمیده خیرآبادی
- مرتضی احمدی
- حسن مهمانی
- بیوک میرزایی
- کیوان محمودنژاد
- بهنوش بختیاری
- معصومه آقاجانی
- کاظم افرندنیا
- سروش خلیلی
- سحر جوانشیر
- ایمان مصفائی
- کیوان محمودنژاد
- محمدعلی ورشوچی
- شاپور بخشائی
- ستاره اسکندری
- فاطمه دانشزاد
- ناصر گیتی‌جاه
- محسن قبادی
- رضا خندان
- محمود بهرامی
- بابک شکارچی
- عرفان دوانی
- الناز اترک
- مهدیس بهاری
- پرویز عاشورنیا
- پروانه احمدی
- فرزاد رفاهی
- بهناز بختیاری
- محمد بیگلر بیگیان
- عباس بهمنش
- حسین ذوالفقاری
- پرویز غیاثی
- محمدتقی ذوالقدری
- محمد زارع
- فاطمه رضائی
- علی غروی
- فاطمه رنجبر
- طاهره معین
- ایرج حقیقی
- علی رسولیان
- مونا ارزانلو
- مهتاب فیض
- مرتضی عاملی

## عوامل تولید
- کارگردان: اسماعیل میهن‌دوست
- نویسنده: علی اکبر محلوجیان
- تصویربردار: محمد افسری
- موسیقی: فرشید رحیمیان
- تدوین: اسماعیل میهن‌دوست
- طراح صحنه: صابره محمدکاشی
- دستیار اول کارگردان و برنامه‌ریز: فرزاد رفاهی
- منشی صحنه: فریبا طبیب
- تهیه‌کننده: مسعود دوانی